# Романюк, Роман Сергеевич
Роман Сергеевич Романюк (укр. Роман Сергійович Романюк; род. 18 октября 1961, Черновцы) — украинский политик, Заслуженный юрист Украины, народный депутат Украины VII, VIII созывов.

## Биография
Родился 18 октября 1961 года в городе Черновцы. В раннем возрасте Роман Романюк остался без родителей, поэтому попал в детское учреждение «Дом сирот», а позже в детский дом «Ромашка». Среднее образование получил в школе-интернате. После поступил в техническое училище № 2 (г. Черновцы), где получил профессию монтажник электро-радио аппаратуры.
В 1980—1982 годах — служил в Советской армии.
В 1988 году окончил юридический факультет Киевского государственного университета имени Т. Г. Шевченко по специальности «правоведение». Работал в органах государственной власти и органах местного самоуправления г. Киева;
В 1997—2007 годах — заместитель начальника, начальник управления взаимодействия с судами, правоохранительными органами и органами юстиции Киевской городской государственной администрации.
В 2004 году окончил Национальную академию государственного управления при Президенте Украины, получив квалификацию «магистр государственного управления».
С 2007 года — председатель правления Благотворительной организации «Фонд правоохранительных органов столицы».
В 2008—2012 годах — избирался депутатом Киевского городского совета 6-го созыва; состоял в комиссии по вопросам правопорядка, регламента и депутатской этики.
В 2009—2010 годах — председатель политической партии «Новая Страна».
В 2012 году — избран народным депутатом Украины 7-го созыва; должность — заместитель председателя Комитета Верховной Рады Украины по вопросам верховенства права и правосудия.
На внеочередных выборах в Верховную раду во второй раз избран народным депутатом Украины VIII созыва, по общегосударственному многомандатному округу от партии «БЛОК ПЕТРА ПОРОШЕНКО», номер в списке — 25. Член депутатской фракции партии «БЛОК ПЕТРА ПОРОШЕНКО», должность — председатель подкомитета по вопросам правового статуса Высшего совета юстиции, Высшей квалификационной комиссии судей Украины Комитета Верховной Рады Украины по вопросам правовой политики и правосудия.

## Награды
- Заслуженный юрист Украины;
- Почётная грамота Кабинета Министров Украины;
- Ведомственные награды МВД Украины, СБУ Украины, Генеральной прокуратуры Украины, Налоговой администрации Украины;
- Орден святого равноапостольного князя Владимира III, II степеней;
- Орден Андрея Первозванного;
- Наградное оружие — пистолет «Форт-17» (26 июня 2014), пистолет «Beretta Px4 Compact» (24 сентября 2014)[2].